# 93 (nombre)
« Quatre-vingt-treize » et « Nonante-trois » redirigent ici. Pour l'année, voir 93.
Pour les articles homonymes, voir 93 (homonymie).
Le nombre 93 (quatre-vingt-treize ou nonante-trois) est l'entier naturel qui suit 92 et qui précède 94.

## En mathématiques
Le nombre 93 est :
- le nombre semi-premier et entier de Blum : 93 = 3 × 31,
- un nombre composé deux fois brésilien car 93 = 3335 = 3330,
- un zéro de la fonction de Mertens.

## Dans d'autres domaines
Le nombre 93 est aussi :
- le numéro atomique du neptunium,
- le numéro de la sourate Ad-Dhuha dans le Coran,
- le Manifeste des 93 intellectuels allemands en 1914,
- le numéro de l'Interstate 93, une autoroute aux États-Unis,
- l'indicatif téléphonique international pour appeler l'Afghanistan,
- un des deux identifiants ISBN pour les livres publiés en Inde,
- le no  du département français de la Seine-Saint-Denis, qui est donc surnommé ainsi, parfois épelé en Neuf-trois,
- le no  du département de Constantine entre 1848 et 1957,
- 93 (Thelema) (en), la salutation habituelle des Thélémites, adeptes du mouvement Thelema créé par Aleister Crowley. En effet, la somme des lettres grecques composant le mot Thelema (Θελημα en grec ancien) est 9 + 5 + 30 + 8 + 40 + 1 = 93, et de même pour le mot Agapé (Aγαπη).
- Le roman de Victor Hugo Quatrevingt-treize (avec cette graphie voulue par l'auteur) s'appelle ainsi en référence à l'année 1793 dont il relate certains évènements romancés.